# Clôture de soutiens-gorge de Cardrona

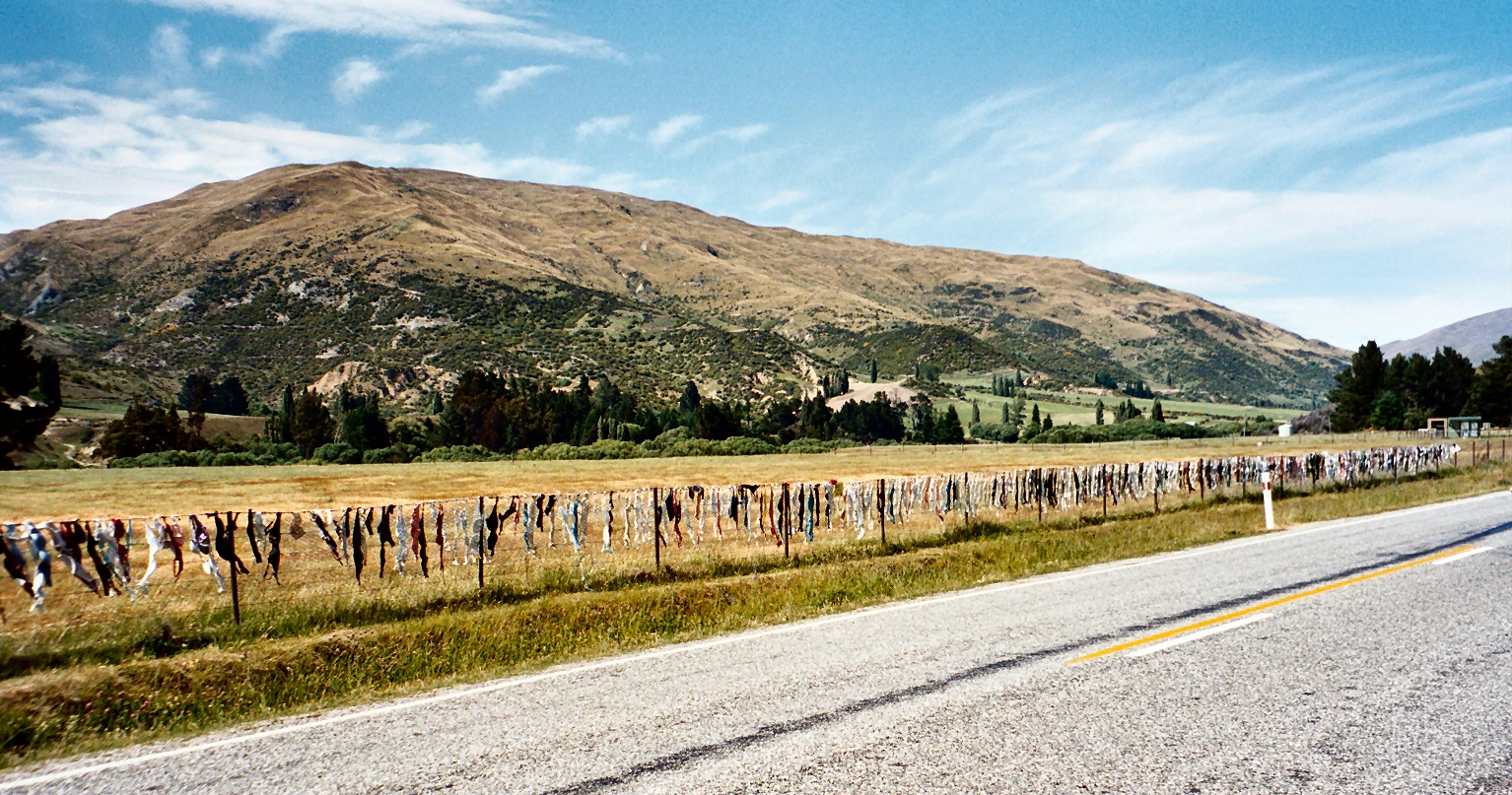
La clôture en décembre 2002.

La clôture de soutiens-gorge de Cardrona était une attraction touristique de l'Otago, en Nouvelle-Zélande, qui émergea au début de l'année 2000 et prit fin en 2006. La clôture se situait sur une route publique en face d’une ferme, dans la vallée de Cardrona, au sud-ouest de Wanaka.

## Origine
L’histoire commença quelque part entre Noël 1999 et le Jour de l’an 2000, lorsqu’on trouva quatre soutiens-gorge attachés à la clôture. On ne connaît pas l’origine de ce fait. Les fermiers locaux laissant les soutiens-gorge en place, la nouvelle se répandit et on vit de plus en plus de soutiens-gorge sur la clôture. À la fin février, il y en avait environ 60, mais vers cette époque un ou plusieurs anonymes les enlevèrent tous, ce qui fit parler de cette clôture de soutiens-gorge dans la presse nationale et entraîna l’apparition de nouveaux soutiens-gorge en conséquence.
En octobre 2000, il y avait plus de 200 soutiens-gorge sur la clôture, qui en fut encore totalement débarrassée à nouveau. Ceci ne fit que répandre davantage les nouvelles au sujet de la clôture. Elle devint une attraction touristique décalée, et les médias du monde entier s’y intéressèrent. En raison de cette publicité, on vit beaucoup plus de soutiens-gorge y être attachés (de manière personnelle ou en envoyant d’ailleurs un soutien-gorge et demandant une personne locale de le faire). Au début de l'année 2006, le nombre de soutiens-gorge avait atteint 800.

## Polémique et retrait

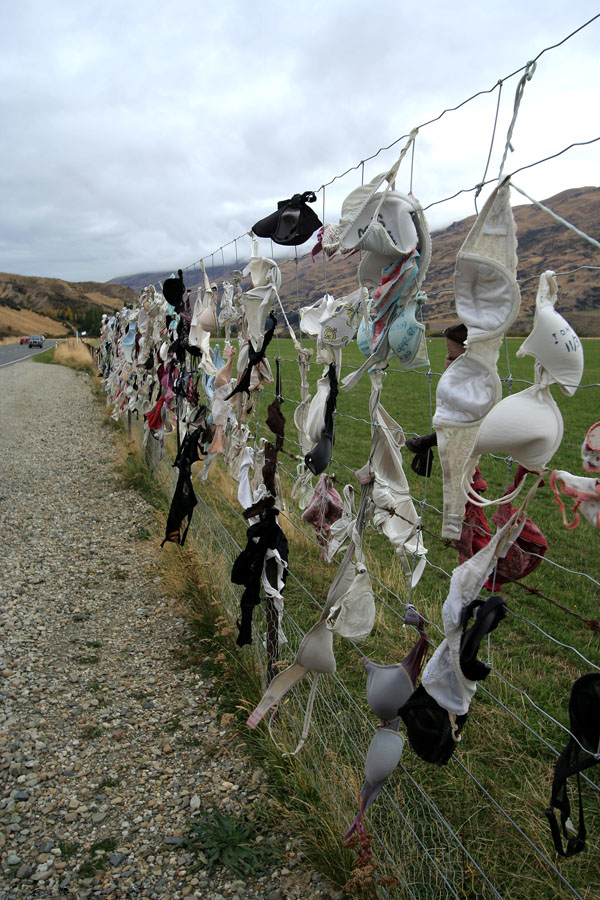
La clôture fin mars 2006.

Certains riverains appréciaient la clôture et la virent comme une bonne attraction touristique, mais d’autres la voyaient comme une tache sur le paysage qui faisait honte à la région, ainsi qu’un risque pour les conducteurs. Il y eut de fréquents essais pour faire légalement enlever la clôture, surtout dès le début de l'année 2006, quand 200 des soutiens-gorge furent enlevés. Certains disaient que beaucoup des étudiants japonais faisant leurs études à Wanaka pourraient être offensés par la clôture, ainsi que d’autres personnes venant de cultures asiatiques, ou les Sud-Africains. Mais un résident éleveur de moutons, John Lee, devenu le gardien officieux du site, refusa d’enlever les soutiens-gorge, prétendant que 90 % du courrier reçu sur la clôture était positif et que les soutiens-gorge étaient l’attraction touristique la plus photographiée de la région.
Le 28 avril 2006, après la découverte du fait que la clôture était sur terrain public, le conseil local la qualifia de « risque pour les conducteurs » et de « tache sur le paysage » et ordonna d’enlever les soutiens-gorge alors sur la clôture. Le 7 septembre de la même année, le conseil annonça qu’il allait enlever les soutiens-gorge qui restaient sur ce qu’il appelait « une tache diluée sur le paysage ». Deux jours plus tard, le conseil fit effectivement enlever plus de 1 500 soutiens-gorge.